# Rivesville
Rivesville – miasto w Stanach Zjednoczonych, w stanie Wirginia Zachodnia, w hrabstwie Marion.